# 新開福德祠
24°20′52″N 120°49′38″E / 24.347728°N 120.827095°E
新開福德祠，是位於臺灣苗栗縣大湖鄉新開村、台3線旁的土地祠，合祀因興建鯉魚潭水庫而被迫拆遷的十五尊土地公。

## 沿革

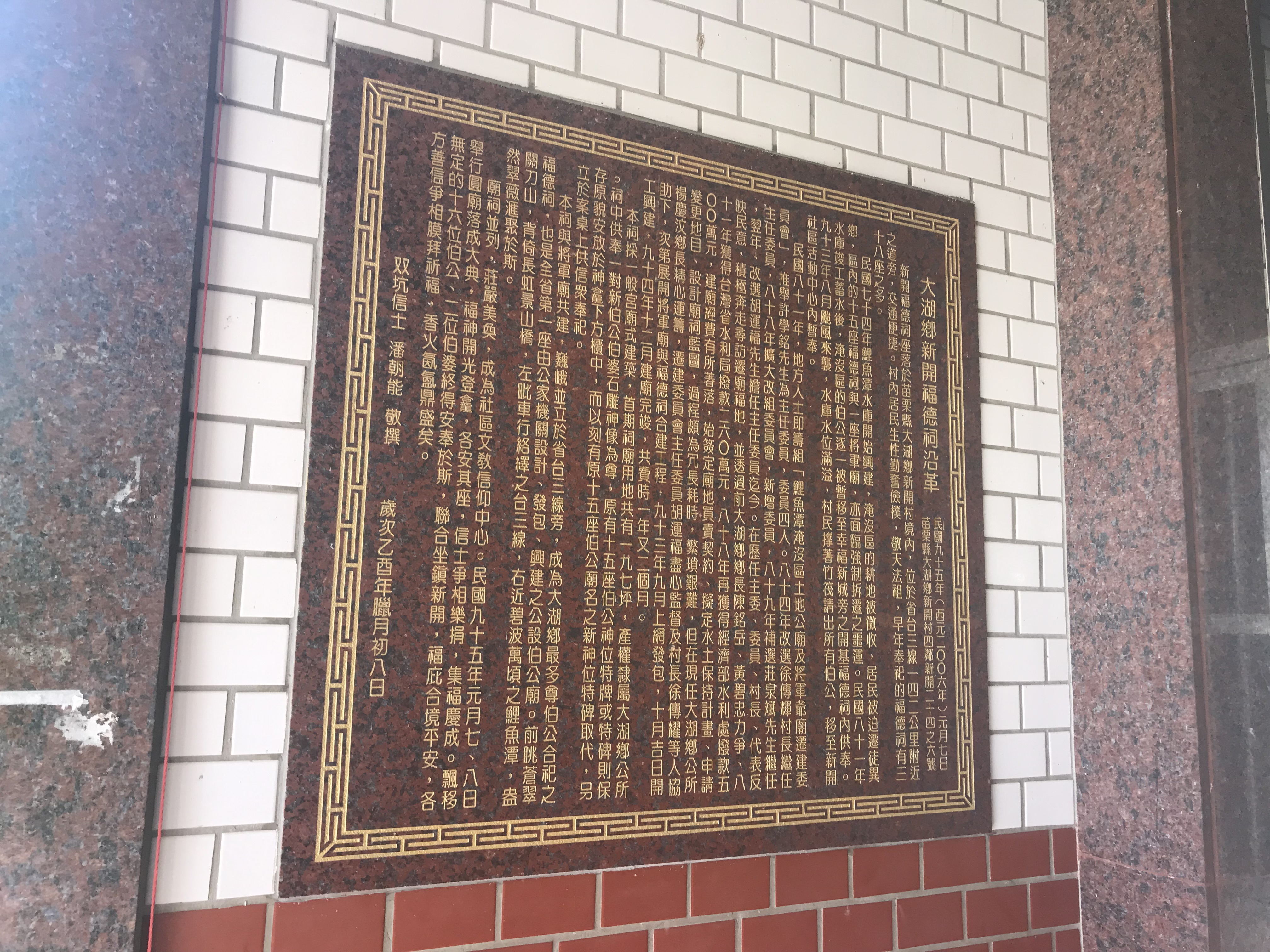
沿革有寫地址是新開24-6號、台3線旁，2005年底落成。

1987年起，新開村的土地祠們陸續因興建鯉魚潭水庫，暫放至新開村社區活動中心。1993年3月24日，新開村民的遷建委員會請省水利處水資源工程單位，撥用大湖鄉南湖段等四筆徵收公地作為建廟用地，但主管單位不予同意。以往苗栗縣的類似例子有永和山福德祠，卻是由信徒自己捐出土地，再由委員會領取補償遷造費及信徒樂捐建造。
1994年10月21日，新開村舉行村民大會，村民對公所表示當初省水利處曾允諾提供土地及經費，興建收容淹沒區的土地公們，但迄今未見下文，對居民的宗教信仰生活影響甚大。
1998年3月10日，省水利處再函知土地公祠遷移案請自行處理，不再補助，引起地方激憤。該年8月6日，鄉長透過省議員林久翔、陳超明向省水利處中區水資源局反映，設法補助建廟經費五百五十萬元，另外用地已由地方覓妥，地價為二百萬元，請一併補助。10月12日，鯉魚潭水庫管理中心派員與大湖鄉長黃碧忠協商水庫淹沒區廟祠遷移問題。
1999年底，藉由由水利署補助五百萬，公所在新開村辦公處旁購買二百坪山坡地農牧用地，並申請變更編定為寺廟用地。2000年6月底，鯉魚潭水庫士林發電廠完成導水路通水後，蓄水在11月達標高306公尺的滿水位。於是村民在該年陸續把會被淹沒的土地公全遷到幸福新城福德祠。
2004年七二水災鯉魚潭水庫擋水閘門脫落事件，水庫管理局雇請蛙人花一個多星期都無效。當時7月9日，海軍救難大隊潛水員潛到60公尺水底，將鋼纜繫在閘門鞘環，但兩部捲揚負載有嚴重落差，一條鋼纜收緊，另一條鋼纜卻鬆弛，無法順利拉起閘門，現場人員無法確定原因，搶救行動受挫。行政院長游錫堃聽從地方建議，備果品祭拜大壩下方岸邊、新開村16鄰的吳屋伯公求幫忙，祭拜結束後兩個小時，閘門就打開，一時傳為佳話。

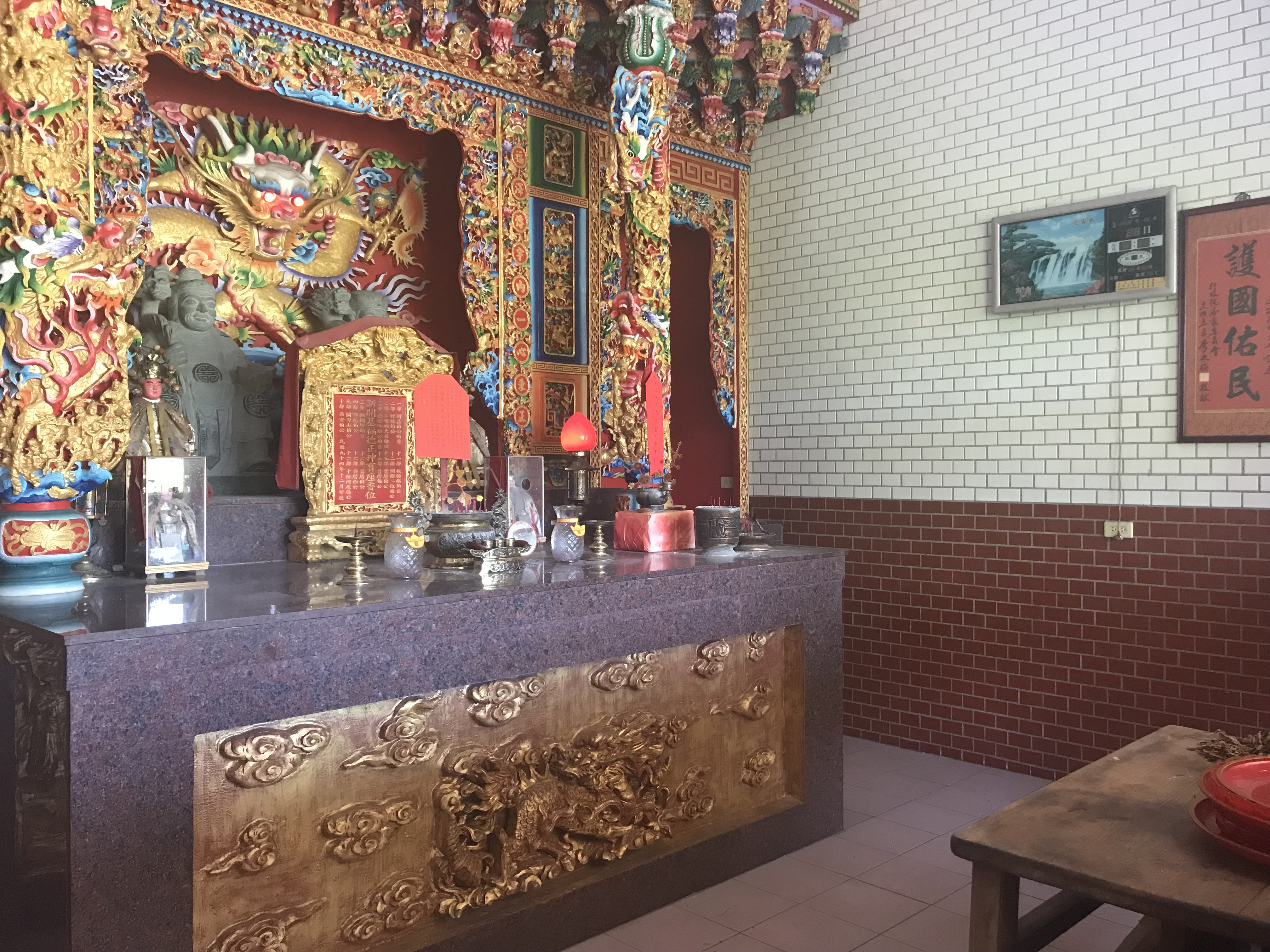
神像與牌位

淹沒區的土地神，以吳屋伯公最晚遷移。2004年底，作為合祀的廟宇在新開村活動中心旁開始動工，所有權屬公所。共合祀十五尊土地公及三尊土地婆，其中村民祭祀的七大將軍，因和土地公的神階不同，因此採分開建築。
2006年1月6日，新廟舉行圓醮。
2016年4月14日，因當地的新開國小面臨廢校，村民請出當地的七大將軍爺與土地神像等神明坐鎮，抗議縣府推動廢校。